# Valerie Adams
Valerie Adams (hette en period Valerie Vili) född den 6 oktober 1984 i Rotorua, Nya Zeeland, är en nyzeeländsk friidrottare som tävlar i kulstötning. 
Adams vann junior-VM 2002 och samma år blev hon tvåa på samväldesspelen i kulstötning. Vid VM i Paris 2003 slutade hon femma och vid OS 2004 i Aten blev det som bäst en åttonde plats. Hennes första medalj vid ett världsmästerskap kom i Helsingfors 2005 då hon blev trea. 
År 2006 vann Adams samväldesspelen och samma år nådde hon för första gången över 20 meter i kula.
Adams blev VM-guldmedaljör i Osaka år 2007, efter att ha stött personbästa 20,54 i sista omgången i finalen. Vid Olympiska sommarspelen 2008 i Peking slog hon till med ett nytt personligt rekord på 20,56 vilket räckte till olympiskt guld.  
Vid VM 2009 i Berlin försvarade hon sitt guld då hon stötte 20,44 meter. Hon avslutade friidrottsåret med att vinna guld vid IAAF World Athletics Final 2009 med en stöt på 21,07 meter. Det var första gången som hon lyckades stöta mer än 21 meter. Nästa gång hon lyckades med det gav det guld vid VM 2011 i Daegu med en stöt på 21,24 meter.
Vid Olympiska sommarspelen 2012 i London blev hon guldmedaljör sedan vitryskan Nadzeja Astaptjuk blivit diskvalificerad för doping. Vid olympiska sommarspelen 2020 i Tokyo tog Adams brons i damernas kulstötning med en stöt på 19,62 meter.
Adams har en mamma från Tonga (Lilika Ngauamo) och en pappa från England. Hon var tidigare gift med Bertrand Vili, diskuskastare från Nya Kaledonien. I början av 2010-talet skilde de sig och Valerie bytte efternamn till Adams. Hon är syster till den paralympiska guldmedaljören Lisa Adams och halvsyster till basketspelaren Steven Adams.

## Personliga rekord
- Kulstötning - 21,24 meter från 2011